# Tomás Ahumada
Tomás Alejandro Ahumada Oteíza (Recoleta, Santiago, 24 de junio de 2001) es un futbolista chileno. Juega como portero por el club Audax Italiano de la Primera División de Chile.

## Trayectoria
Producto de las divisiones inferiores de Audax Italiano, firmó su primer contrato como profesional el 2 de febrero de 2022.Debutó profesionalmente por el conjunto itálico en la victoria ante Ñublense por 2:1 el 30 de junio de 2022.Obtuvo su puesto como titular en la citada temporada, logrando ayudar al equipo a clasificar a la Copa Sudamericana.

## Selección nacional
Fue convocado por el entrenador Eduardo Berizzo para ser parte de la sub-23, para participar en los Juegos Panamericanos de 2023. Durante la competencia, no vio minutos.

## Estadísticas

### Clubes
| Club                   | Div.          | Temporada     | Liga  | Liga  | Copas nacionales | Copas nacionales | Torneos internacionales | Torneos internacionales | Total | Total |
| Club                   | Div.          | Temporada     | Part. | Goles | Part.            | Goles            | Part.                   | Goles                   | Part. | Goles |
| ---------------------- | ------------- | ------------- | ----- | ----- | ---------------- | ---------------- | ----------------------- | ----------------------- | ----- | ----- |
| Audax Italiano · Chile | 1.ª           | 2022          | 15    | 0     | 4                | 0                | 0                       | 0                       | 19    | 0     |
| Audax Italiano · Chile | 1.ª           | 2023          | 22    | 0     | 2                | 0                | 8                       | 0                       | 32    | 0     |
| Audax Italiano · Chile | 1.ª           | 2024          | 15    | 0     | 1                | 0                | 0                       | 0                       | 16    | 0     |
| Audax Italiano · Chile | 1.ª           | 2025          | 15    | 0     | 9                | 0                | 0                       | 0                       | 24    | 0     |
| Audax Italiano · Chile | Total club    | Total club    | 67    | 0     | 16               | 0                | 8                       | 0                       | 91    | 0     |
| Total carrera          | Total carrera | Total carrera | 67    | 0     | 16               | 0                | 8                       | 0                       | 91    | 0     |
| 1. 2.                  |               |               |       |       |                  |                  |                         |                         |       |       |